# Myzomela albigula
Papa-mel-de-barba-branca ou suga-mel-de-papo-branco (Myzomela albigula) é uma espécie de ave da família Meliphagidae.
É endémica da Papua-Nova Guiné.